# TJ Slavoj Velké Pavlovice
Tělovýchovná jednota Slavoj Velké Pavlovice je český fotbalový klub z Velkých Pavlovic, který byl založen 26. prosince 1929 jako VSK Velké Pavlovice. Od sezony 2005/06 hraje I. A třídu Jihomoravského kraje – sk. B (6. nejvyšší soutěž).
Největším úspěchem klubu je dvouleté působení v Divizi D (1997–1999).

## Historické názvy
Zdroje: 
- 1929 – VSK Velké Pavlovice (Všesportovní klub Velké Pavlovice)
- 1948 – JTO Sokol Velké Pavlovice (Jednotná tělovýchovná organisace Sokol Velké Pavlovice)
- 1953 – DSO Slavoj Velké Pavlovice (Dobrovolná sportovní organisace Slavoj Velké Pavlovice)
- 1955 – sloučen s DSO Dynamo Velké Pavlovice (1953–1954) jako TJ Slavoj Velké Pavlovice (Tělovýchovná jednota Slavoj Velké Pavlovice)

## Stručná historie klubu
Zdroje: 
První pololetí roku 1930 se vyznačovalo intenzivní přípravou a tvorbou organizačních a materiálních podmínek pro zahájení sportovní činnosti. V témže roce získal oddíl od obce pozemek Za Svodnicí, kde bylo velmi rychle vybudováno hřiště, k jehož slavnostnímu otevření došlo už v červnu 1930. Od roku 1931 jsou klubovými barvami červená a bílá, které byly dle pamětníků zvoleny dle kvalitních velkopavlovických vín. Soutěžní utkání byla hrána od roku 1933, kdy byl VSK zaregistrován v Bradově západomoravské župě footballové (BZMŽF).
V 70. a 80. letech 20. století byla organizace nucena vybudovat nové travnaté hřiště z důvodu stavby nového strojírenského závodu na původním místě fotbalového hřiště. Nové travnaté hřiště má tribunu pro 450 sedících diváků, šatny, ubytovnu a s ní spojenou restauraci. Konec osmdesátých a přelom devadesátých let přinesl pro TJ Slavoj Velké Pavlovice největší rozkvět a vzestup fotbalového oddílu. Bylo vybudováno náhradní škvárové hřiště Na Špitálku a také osvětlení hlavního travnatého hřiště. Mezi léty 1986–1991 dokázal oddíl kopané čtyřikrát postoupit, v sezoně 1996/97 mužstvo dosáhlo historického postupu do divize, což je největší úspěch klubu.
Mezi nejvýznamnější hráče oddílu patří František Drs (zakládající člen), Karel Franc st., Eduard Brablec, Josef Forejta ml., Karel Franc ml., Felix Schröner a Antonín Krčmař, mezi funkcionáře pak Arnold Hejl, František Maňák a Jan Popovský, kteří měli velký podíl při budování areálu TJ Slavoj. Ze silné generace 80. a 90. let jsou to Pavel Pilarčík, Pavel Procházka (nejlepší střelec v historii klubu), Pavel Forejta, Pavel Hejl, Miroslav Levčík, Radek Levčík a Luděk Šefránek.
V klubu působil mj. i Jan Stráněl.

## Umístění v jednotlivých sezonách
Legenda: Z – zápasy, V – výhry, R – remízy, P – porážky, VG – vstřelené góly, OG – obdržené góly, +/- – rozdíl skóre, B – body, červené podbarvení – sestup, zelené podbarvení – postup, fialové podbarvení – reorganizace, změna soutěže či skupiny
| Československo (1936 – 1939)             |                                                            |                                                            |                                                            |                                                            |                                                            |                                                            |                                                            |                                                            |                                                            |                                                            |                                                            |
| Sezóna                                   | Liga                                                       | Úroveň                                                     | Z                                                          | V                                                          | R                                                          | P                                                          | VG                                                         | OG                                                         | +/-                                                        | B                                                          | Pozice                                                     |
| 1936/37                                  | II. třída – VI. okrsek                                     | 5                                                          | 12                                                         | 4                                                          | 1                                                          | 7                                                          | 23                                                         | 37                                                         | −14                                                        | 9                                                          | 6.                                                         |
| 1937/38                                  | II. třída – VI. okrsek                                     | 5                                                          |                                                            | ...                                                        | ...                                                        | ...                                                        | ...                                                        | ...                                                        | ...                                                        |                                                            |                                                            |
| 1938/39                                  | II. třída – VI. okrsek                                     | 5                                                          |                                                            | ...                                                        | ...                                                        | ...                                                        | ...                                                        | ...                                                        | ...                                                        |                                                            | 1.                                                         |
| Protektorát Čechy a Morava (1939 – 1945) |                                                            |                                                            |                                                            |                                                            |                                                            |                                                            |                                                            |                                                            |                                                            |                                                            |                                                            |
| Sezóna                                   | Liga                                                       | Úroveň                                                     | Z                                                          | V                                                          | R                                                          | P                                                          | VG                                                         | OG                                                         | +/-                                                        | B                                                          | Pozice                                                     |
| ...                                      |                                                            |                                                            |                                                            |                                                            |                                                            |                                                            |                                                            |                                                            |                                                            |                                                            |                                                            |
| 1944/45                                  | Končila druhá světová válka, pravidelné soutěže se nehrály | Končila druhá světová válka, pravidelné soutěže se nehrály | Končila druhá světová válka, pravidelné soutěže se nehrály | Končila druhá světová válka, pravidelné soutěže se nehrály | Končila druhá světová válka, pravidelné soutěže se nehrály | Končila druhá světová válka, pravidelné soutěže se nehrály | Končila druhá světová válka, pravidelné soutěže se nehrály | Končila druhá světová válka, pravidelné soutěže se nehrály | Končila druhá světová válka, pravidelné soutěže se nehrály | Končila druhá světová válka, pravidelné soutěže se nehrály | Končila druhá světová válka, pravidelné soutěže se nehrály |
| Československo (1945 – 1993)             |                                                            |                                                            |                                                            |                                                            |                                                            |                                                            |                                                            |                                                            |                                                            |                                                            |                                                            |
| Sezóny                                   | Liga                                                       | Úroveň                                                     | Z                                                          | V                                                          | R                                                          | P                                                          | VG                                                         | OG                                                         | +/-                                                        | B                                                          | Pozice                                                     |
| ...                                      |                                                            |                                                            |                                                            |                                                            |                                                            |                                                            |                                                            |                                                            |                                                            |                                                            |                                                            |
| 1947/48                                  | II. třída BZMŽF – X. okrsek                                | 5                                                          | 16                                                         | 6                                                          | 1                                                          | 9                                                          | 36                                                         | 48                                                         | −12                                                        | 13                                                         | 5.                                                         |
| ...                                      |                                                            |                                                            |                                                            |                                                            |                                                            |                                                            |                                                            |                                                            |                                                            |                                                            |                                                            |
| 1973/74                                  | I. B třída Jihomoravského kraje – sk. B                    | 7                                                          | 26                                                         | 3                                                          | 6                                                          | 17                                                         | 30                                                         | 60                                                         | −30                                                        | 12                                                         | 14.                                                        |
| 1974/75                                  | Okresní přebor Břeclavska                                  | 8                                                          | 26                                                         | ...                                                        | ...                                                        | ...                                                        | ...                                                        | ...                                                        | ...                                                        |                                                            |                                                            |
| 1975/76                                  | Okresní přebor Břeclavska                                  | 8                                                          | 26                                                         | 17                                                         | 3                                                          | 6                                                          | 64                                                         | 36                                                         | +28                                                        | 37                                                         | 1.                                                         |
| 1976/77                                  | I. B třída Jihomoravského kraje – sk. B                    | 7                                                          | 26                                                         | ...                                                        | ...                                                        | ...                                                        | ...                                                        | ...                                                        | ...                                                        |                                                            |                                                            |
| 1977/78                                  | I. B třída Jihomoravského kraje – sk. B                    | 6                                                          | 26                                                         | ...                                                        | ...                                                        | ...                                                        | ...                                                        | ...                                                        | ...                                                        |                                                            |                                                            |
| 1978/79                                  | I. B třída Jihomoravského kraje – sk. B                    | 6                                                          | 26                                                         | 8                                                          | 7                                                          | 11                                                         | 32                                                         | 39                                                         | −7                                                         | 23                                                         | 9.                                                         |
| 1979/80                                  | Okresní přebor Břeclavska                                  | 7                                                          | 30                                                         | 8                                                          | 8                                                          | 14                                                         | 40                                                         | 45                                                         | −5                                                         | 24                                                         | 16.                                                        |
| 1980/81                                  | Okresní soutěž Břeclavska                                  | 8                                                          | 26                                                         | ...                                                        | ...                                                        | ...                                                        | ...                                                        | ...                                                        | ...                                                        |                                                            | 1.                                                         |
| 1981/82                                  | Okresní přebor Břeclavska                                  | 8                                                          | 30                                                         | 11                                                         | 10                                                         | 9                                                          | 43                                                         | 40                                                         | +3                                                         | 32                                                         | 6.                                                         |
| 1982/83                                  | Okresní přebor Břeclavska                                  | 8                                                          | 30                                                         | 16                                                         | 3                                                          | 11                                                         | 60                                                         | 32                                                         | +28                                                        | 35                                                         | 6.                                                         |
| 1983/84                                  | Okresní přebor Břeclavska                                  | 7                                                          | 26                                                         | 8                                                          | 8                                                          | 10                                                         | 43                                                         | 41                                                         | +2                                                         | 24                                                         | 7.                                                         |
| ...                                      |                                                            |                                                            |                                                            |                                                            |                                                            |                                                            |                                                            |                                                            |                                                            |                                                            |                                                            |
| 1986/87                                  | Okresní soutěž Břeclavska                                  | 9                                                          | 26                                                         | 25                                                         | 1                                                          | 0                                                          | 153                                                        | 24                                                         | +129                                                       | 51                                                         | 1.                                                         |
| 1987/88                                  | Okresní přebor Břeclavska                                  | 8                                                          | 26                                                         | 16                                                         | 7                                                          | 3                                                          | 93                                                         | 43                                                         | +50                                                        | 39                                                         | 1.                                                         |
| 1988/89                                  | I. B třída Jihomoravského kraje – sk. C                    | 7                                                          | 26                                                         | 14                                                         | 7                                                          | 5                                                          | 55                                                         | 34                                                         | +21                                                        | 35                                                         | 2.                                                         |
| 1989/90                                  | I. B třída Jihomoravského kraje – sk. C                    | 7                                                          | 26                                                         | ...                                                        | ...                                                        | ...                                                        | ...                                                        | ...                                                        | ...                                                        |                                                            | 1.                                                         |
| 1990/91                                  | I. A třída Jihomoravského kraje – sk. B                    | 6                                                          | 26                                                         | ...                                                        | ...                                                        | ...                                                        | ...                                                        | ...                                                        | ...                                                        |                                                            | 2.                                                         |
| 1991/92                                  | Jihomoravský župní přebor                                  | 5                                                          | 26                                                         | 12                                                         | 3                                                          | 11                                                         | 45                                                         | 43                                                         | +2                                                         | 27                                                         | 9.                                                         |
| 1992/93                                  | Jihomoravský župní přebor                                  | 5                                                          | 26                                                         | 11                                                         | 5                                                          | 10                                                         | 41                                                         | 32                                                         | +9                                                         | 27                                                         | 5.                                                         |
| Česko (1993 – )                          |                                                            |                                                            |                                                            |                                                            |                                                            |                                                            |                                                            |                                                            |                                                            |                                                            |                                                            |
| Sezóna                                   | Liga                                                       | Úroveň                                                     | Z                                                          | V                                                          | R                                                          | P                                                          | VG                                                         | OG                                                         | +/-                                                        | B                                                          | Pozice                                                     |
| 1993/94                                  | Jihomoravský župní přebor                                  | 5                                                          | 30                                                         | 13                                                         | 10                                                         | 7                                                          | 51                                                         | 45                                                         | +6                                                         | 36                                                         | 3.                                                         |
| 1994/95                                  | Jihomoravský župní přebor                                  | 5                                                          | 30                                                         | 18                                                         | 6                                                          | 6                                                          | 73                                                         | 30                                                         | +43                                                        | 60                                                         | 2.                                                         |
| 1995/96                                  | Jihomoravský župní přebor                                  | 5                                                          | 30                                                         | 16                                                         | 6                                                          | 8                                                          | 57                                                         | 37                                                         | +20                                                        | 48                                                         | 6.                                                         |
| 1996/97                                  | Jihomoravský župní přebor                                  | 5                                                          | 30                                                         | 20                                                         | 6                                                          | 4                                                          | 64                                                         | 25                                                         | +39                                                        | 66                                                         | 2.                                                         |
| 1997/98                                  | Divize D                                                   | 4                                                          | 30                                                         | 12                                                         | 4                                                          | 14                                                         | 40                                                         | 49                                                         | −9                                                         | 40                                                         | 8.                                                         |
| 1998/99                                  | Divize D                                                   | 4                                                          | 30                                                         | 9                                                          | 8                                                          | 13                                                         | 36                                                         | 52                                                         | −16                                                        | 35                                                         | 16.                                                        |
| 1999/00                                  | Jihomoravský župní přebor                                  | 5                                                          | 30                                                         | 11                                                         | 5                                                          | 14                                                         | 36                                                         | 43                                                         | −7                                                         | 38                                                         | 10.                                                        |
| 2000/01                                  | Jihomoravský župní přebor                                  | 5                                                          | 30                                                         | 14                                                         | 3                                                          | 13                                                         | 54                                                         | 43                                                         | +11                                                        | 45                                                         | 7.                                                         |
| 2001/02                                  | Jihomoravský župní přebor                                  | 5                                                          | 30                                                         | 13                                                         | 10                                                         | 7                                                          | 57                                                         | 40                                                         | +17                                                        | 49                                                         | 4.                                                         |
| 2002/03                                  | Přebor Jihomoravského kraje                                | 5                                                          | 30                                                         | 10                                                         | 7                                                          | 13                                                         | 49                                                         | 56                                                         | −7                                                         | 37                                                         | 10.                                                        |
| 2003/04                                  | Přebor Jihomoravského kraje                                | 5                                                          | 30                                                         | 9                                                          | 9                                                          | 12                                                         | 45                                                         | 46                                                         | −1                                                         | 36                                                         | 11.                                                        |
| 2004/05                                  | Přebor Jihomoravského kraje                                | 5                                                          | 30                                                         | 7                                                          | 6                                                          | 17                                                         | 30                                                         | 59                                                         | −29                                                        | 27                                                         | 16.                                                        |
| 2005/06                                  | I. A třída Jihomoravského kraje – sk. B                    | 6                                                          | 26                                                         | 11                                                         | 6                                                          | 9                                                          | 39                                                         | 36                                                         | +3                                                         | 39                                                         | 6.                                                         |
| 2006/07                                  | I. A třída Jihomoravského kraje – sk. B                    | 6                                                          | 26                                                         | 14                                                         | 5                                                          | 7                                                          | 51                                                         | 29                                                         | +22                                                        | 47                                                         | 3.                                                         |
| 2007/08                                  | I. A třída Jihomoravského kraje – sk. B                    | 6                                                          | 26                                                         | 9                                                          | 6                                                          | 11                                                         | 35                                                         | 40                                                         | −5                                                         | 33                                                         | 10.                                                        |
| 2008/09                                  | I. A třída Jihomoravského kraje – sk. B                    | 6                                                          | 26                                                         | 11                                                         | 3                                                          | 12                                                         | 41                                                         | 46                                                         | −5                                                         | 36                                                         | 8.                                                         |
| 2009/10                                  | I. A třída Jihomoravského kraje – sk. B                    | 6                                                          | 26                                                         | 14                                                         | 6                                                          | 6                                                          | 51                                                         | 42                                                         | +9                                                         | 48                                                         | 3.                                                         |
| 2010/11                                  | I. A třída Jihomoravského kraje – sk. B                    | 6                                                          | 26                                                         | 16                                                         | 4                                                          | 6                                                          | 46                                                         | 29                                                         | +17                                                        | 52                                                         | 3.                                                         |
| 2011/12                                  | I. A třída Jihomoravského kraje – sk. B                    | 6                                                          | 26                                                         | 12                                                         | 3                                                          | 11                                                         | 45                                                         | 40                                                         | +5                                                         | 39                                                         | 6.                                                         |
| 2012/13                                  | I. A třída Jihomoravského kraje – sk. B                    | 6                                                          | 26                                                         | 15                                                         | 3                                                          | 8                                                          | 58                                                         | 28                                                         | +30                                                        | 48                                                         | 2.                                                         |
| 2013/14                                  | I. A třída Jihomoravského kraje – sk. B                    | 6                                                          | 26                                                         | 13                                                         | 3                                                          | 10                                                         | 48                                                         | 41                                                         | +7                                                         | 42                                                         | 4.                                                         |
| 2014/15                                  | I. A třída Jihomoravského kraje – sk. B                    | 6                                                          | 26                                                         | 14                                                         | 5                                                          | 7                                                          | 54                                                         | 39                                                         | +15                                                        | 47                                                         | 3.                                                         |
| 2015/16                                  | I. A třída Jihomoravského kraje – sk. B                    | 6                                                          | 26                                                         | 8                                                          | 8                                                          | 10                                                         | 48                                                         | 58                                                         | −10                                                        | 32                                                         | 8.                                                         |
| 2016/17                                  | I. A třída Jihomoravského kraje – sk. B                    | 6                                                          | 26                                                         | 8                                                          | 6                                                          | 12                                                         | 36                                                         | 60                                                         | −24                                                        | 30                                                         | 12.                                                        |
| 2017/18                                  | I. A třída Jihomoravského kraje – sk. B                    | 6                                                          | 26                                                         | 8                                                          | 4                                                          | 14                                                         | 51                                                         | 65                                                         | −14                                                        | 28                                                         | 10.                                                        |
| 2018/19                                  | I. A třída Jihomoravského kraje – sk. B                    | 6                                                          | 26                                                         | 8                                                          | 3                                                          | 15                                                         | 30                                                         | 61                                                         | −31                                                        | 27                                                         | 12.                                                        |
| 2019/20                                  | I. A třída Jihomoravského kraje – sk. B                    | 6                                                          | 13                                                         | 5                                                          | 0                                                          | 8                                                          | 24                                                         | 25                                                         | –1                                                         | 15                                                         | 10.                                                        |
| 2020/21                                  | I. A třída Jihomoravského kraje – sk. B                    | 6                                                          | 9                                                          | 3                                                          | 1                                                          | 5                                                          | 18                                                         | 19                                                         | −1                                                         | 10                                                         | 9.                                                         |
| 2021/22                                  | I. A třída Jihomoravského kraje – sk. B                    | 6                                                          | 26                                                         | 8                                                          | 5                                                          | 13                                                         | 49                                                         | 51                                                         | −2                                                         | 29                                                         | 9.                                                         |
| 2022/23                                  | I. A třída Jihomoravského kraje – sk. B                    | 6                                                          | 26                                                         | 11                                                         | 4                                                          | 11                                                         | 63                                                         | 56                                                         | +7                                                         | 37                                                         | 6.                                                         |
| 2023/24                                  | I. A třída Jihomoravského kraje – sk. B                    | 6                                                          | 26                                                         | 10                                                         | 4                                                          | 12                                                         | 47                                                         | 56                                                         | −9                                                         | 34                                                         | 11.                                                        |
| 2024/25                                  | I. A třída Jihomoravského kraje – sk. B                    | 6                                                          | 26                                                         | 10                                                         | 0                                                          | 16                                                         | 37                                                         | 50                                                         | −13                                                        | 30                                                         | 10.                                                        |

Poznámky:
- 1986/87: V této sezoně klub zaznamenal mj. rekordní výhru v poměru 20:2 na hřišti Sokola Starovice.[1]
- 1990/91: Po sezoně proběhla reorganizace nižších soutěží (zrušení krajů, návrat žup).
- 2001/02: Po sezoně proběhla reorganizace nižších soutěží (zrušení žup, návrat krajů).
- 2019/20 a 2020/21: Tyto sezony byly ukončeny předčasně z důvodu pandemie covidu-19 v Česku.

## TJ Slavoj Velké Pavlovice „B“
TJ Slavoj Velké Pavlovice „B“ je rezervním týmem Velkých Pavlovic, který se pohybuje převážně v okresních soutěžích. V sezonách 2013/14, 2014/15 a 2015/16 byl spojen s TJ Sport Němčičky a vystupoval jako Němčičky/Velké Pavlovice „B“, od sezony 2016/17 hraje pod názvem Velké Pavlovice „B“/Starovičky.

### Umístění v jednotlivých sezonách
Legenda: Z – zápasy, V – výhry, R – remízy, P – porážky, VG – vstřelené góly, OG – obdržené góly, +/− – rozdíl skóre, B – body, červené podbarvení – sestup, zelené podbarvení – postup, fialové podbarvení – reorganizace, změna skupiny či soutěže
| Česko (1996 – ) |                                         |        |    |    |   |    |     |     |      |    |        |
| Sezóny          | Liga                                    | Úroveň | Z  | V  | R | P  | VG  | OG  | +/−  | B  | Pozice |
| 1996/97         | I. B třída Jihomoravského kraje – sk. C | 7      | 26 | 11 | 4 | 11 | 50  | 40  | +10  | 37 | 5.     |
| 1997/98         | I. B třída Jihomoravského kraje – sk. D | 7      | 26 | 8  | 8 | 10 | 47  | 48  | −1   | 32 | 10.    |
| 1998/99         | I. B třída Jihomoravského kraje – sk. D | 7      | 26 | 7  | 7 | 12 | 45  | 49  | −4   | 28 | 12.    |
| 1999/00         | Okresní přebor Břeclavska               | 8      | 26 | 10 | 5 | 11 | 43  | 52  | −9   | 35 | 8.     |
| 2000/01         | Okresní přebor Břeclavska               | 8      | 26 | 10 | 6 | 10 | 40  | 46  | −6   | 36 | 8.     |
| 2001/02         | Okresní přebor Břeclavska               | 8      | 26 | 11 | 2 | 13 | 40  | 58  | −18  | 35 | 7.     |
| 2002/03         | Okresní přebor Břeclavska               | 8      | 26 | 10 | 6 | 10 | 47  | 47  | 0    | 36 | 8.     |
| 2003/04         | Okresní přebor Břeclavska               | 8      | 26 | 12 | 2 | 12 | 41  | 50  | −9   | 38 | 6.     |
| 2004/05         | Okresní přebor Břeclavska               | 8      | 26 | 6  | 5 | 15 | 33  | 66  | −33  | 23 | 12.    |
| 2005/06         | Okresní přebor Břeclavska               | 8      | 26 | 8  | 5 | 13 | 48  | 58  | −10  | 29 | 11.    |
| 2006/07         | Okresní přebor Břeclavska               | 8      | 26 | 10 | 2 | 14 | 43  | 67  | −24  | 32 | 10.    |
| 2007/08         | Okresní přebor Břeclavska               | 8      | 26 | 2  | 1 | 23 | 18  | 110 | −92  | 7  | 14.    |
| 2008/09         | Okresní soutěž Břeclavska – sk. B       | 9      | 26 | 13 | 0 | 13 | 49  | 54  | −5   | 39 | 5.     |
| 2009/10         | Okresní soutěž Břeclavska – sk. B       | 9      | 26 | 14 | 5 | 7  | 73  | 40  | +33  | 47 | 4.     |
| 2010/11         | Okresní soutěž Břeclavska – sk. B       | 9      | 26 | 20 | 3 | 3  | 90  | 22  | +68  | 63 | 1.     |
| 2011/12         | Okresní přebor Břeclavska               | 8      | 26 | 9  | 1 | 16 | 35  | 67  | −32  | 28 | 12.    |
| 2012/13         | Okresní přebor Břeclavska               | 8      | 26 | 11 | 1 | 14 | 44  | 77  | −33  | 34 | 8.     |
| 2013/14         | Základní třída Břeclavska – sk. C       | 10     | 20 | 10 | 0 | 10 | 50  | 45  | +5   | 30 | 3.     |
| 2014/15         | Základní třída Břeclavska – sk. C       | 10     | 18 | 13 | 2 | 3  | 59  | 26  | +33  | 41 | 2.     |
| 2015/16         | Základní třída Břeclavska – sk. C       | 10     | 18 | 12 | 4 | 2  | 60  | 18  | +42  | 40 | 2.     |
| 2016/17         | Okresní soutěž Břeclavska – sk. B       | 9      | 26 | 7  | 5 | 14 | 31  | 42  | −11  | 26 | 12.    |
| 2017/18         | Okresní soutěž Břeclavska – sk. A       | 9      | 24 | 15 | 1 | 8  | 58  | 32  | +26  | 46 | 4.     |
| 2018/19         | Okresní soutěž Břeclavska – sk. A       | 9      | 26 | 14 | 6 | 6  | 85  | 57  | +28  | 48 | 4.     |
| 2019/20         | Okresní soutěž Břeclavska – sk. A       | 9      | 14 | 9  | 1 | 4  | 53  | 23  | +30  | 28 | 3.     |
| 2020/21         | Okresní soutěž Břeclavska – sk. A       | 9      | 10 | 7  | 2 | 1  | 40  | 10  | +30  | 23 | 1.     |
| 2021/22         | Okresní soutěž Břeclavska – sk. B       | 9      | 18 | 13 | 2 | 3  | 68  | 21  | +47  | 41 | 3.     |
| 2022/23         | Okresní soutěž Břeclavska – sk. B       | 9      | 26 | 22 | 4 | 0  | 137 | 17  | +120 | 70 | 1.     |
| 2023/24         | Okresní přebor Břeclavska               | 8      | 26 | 13 | 3 | 10 | 53  | 47  | −6   | 42 | 5.     |
| 2024/25         | Okresní přebor Břeclavska               | 8      | 26 | 19 | 1 | 6  | 69  | 30  | +39  | 58 | 2.     |

Poznámky:
- 2019/20 a 2020/21: Tyto sezony byly ukončeny předčasně z důvodu pandemie covidu-19 v Česku.

## TJ Slavoj Velké Pavlovice „C“
TJ Slavoj Velké Pavlovice „C“ je druhým rezervním týmem Velkých Pavlovic, který se pohybuje v okresních soutěžích. V sezonách 2008/09, 2009/10, 2010/11 a 2011/12 byl spojen s TJ Sport Němčičky a vystupoval jako Němčičky/Velké Pavlovice „C“.

### Umístění v jednotlivých sezonách
Legenda: Z – zápasy, V – výhry, R – remízy, P – porážky, VG – vstřelené góly, OG – obdržené góly, +/- – rozdíl skóre, B – body, červené podbarvení – sestup, zelené podbarvení – postup, fialové podbarvení – reorganizace, změna skupiny či soutěže
| Česko (2004 – )                                                   |                                   |        |    |    |   |    |    |    |     |    |        |
| Sezóny                                                            | Liga                              | Úroveň | Z  | V  | R | P  | VG | OG | +/- | B  | Pozice |
| 2004/05                                                           | Základní třída Břeclavska – sk. A | 10     | 24 | 16 | 3 | 5  | 88 | 52 | +36 | 51 | 2.     |
| 2005/06                                                           | Základní třída Břeclavska – sk. A | 10     | 22 | 15 | 3 | 4  | 68 | 28 | +40 | 48 | 2.     |
| 2006/07                                                           | Základní třída Břeclavska – sk. A | 10     | 24 | 14 | 2 | 8  | 60 | 45 | +15 | 44 | 3.     |
| 2007/08                                                           | Základní třída Břeclavska – sk. A | 10     | 24 | 13 | 4 | 7  | 59 | 38 | +21 | 43 | 6.     |
| 2008/09                                                           | Základní třída Břeclavska – sk. C | 10     | 24 | 12 | 5 | 7  | 50 | 35 | +25 | 41 | 5.     |
| 2009/10                                                           | Základní třída Břeclavska – sk. C | 10     | 20 | 8  | 1 | 11 | 39 | 41 | −2  | 25 | 7.     |
| 2010/11                                                           | Základní třída Břeclavska – sk. B | 10     | 28 | 19 | 4 | 5  | 62 | 27 | +35 | 61 | 2.     |
| 2011/12                                                           | Základní třída Břeclavska – sk. C | 10     | 20 | 12 | 4 | 4  | 59 | 30 | +29 | 40 | 3.     |
| 2012/13                                                           | Základní třída Břeclavska – sk. C | 10     | 20 | 15 | 2 | 3  | 56 | 23 | +33 | 47 | 1.     |
| V sezonách 2013–2016 nebylo C-mužstvo přihlášeno v žádné soutěži. |                                   |        |    |    |   |    |    |    |     |    |        |
| 2016/17                                                           | Základní třída Břeclavska – sk. C | 10     | 18 | 15 | 1 | 2  | 68 | 33 | +35 | 46 | 1.     |
| 2017/18                                                           | Základní třída Břeclavska – sk. C | 10     | 16 | 10 | 2 | 4  | 57 | 35 | +22 | 32 | 3.     |
| 2018/19                                                           | Základní třída Břeclavska – sk. B | 10     | 22 | 11 | 2 | 9  | 70 | 48 | +22 | 35 | 3.     |
| 2019/20                                                           | Základní třída Břeclavska – sk. B | 10     | 11 | 6  | 0 | 5  | 30 | 20 | +10 | 18 | 6.     |
| 2020/21                                                           | Základní třída Břeclavska – sk. B | 10     | 8  | 6  | 1 | 1  | 38 | 16 | +22 | 19 | 2.     |
| 2021/22                                                           | Základní třída Břeclavska – sk. B | 10     | 20 | 13 | 3 | 4  | 50 | 30 | +20 | 42 | 1.     |
| 2022/23                                                           | Okresní soutěž Břeclavska – sk. C | 9      |    |    |   |    |    |    |     |    |        |

Poznámky:
- 2019/20 a 2020/21: Tyto sezony byly ukončeny předčasně z důvodu pandemie covidu-19 v Česku.